# Pere Bonet i Cuito
Pere Bonet i Cuitó (Lleida, 1901 - París, 1980) fou un polític i sindicalista català. Nasqué al si d'una família pagesa, però ja a nou anys començà d'aprenent de caixista d'impremta. Participà activament en la vaga general revolucionària de l'agost de 1917, i fou empresonat. Un cop alliberat fou un dels fundadors, amb Joaquim Maurín i Julià, del setmanari Lucha Social.
S'alineà dins de la Confederació Nacional del Treball (CNT) amb els partidaris del marxisme i de la Revolució bolxevic, posició que defensà al setmanari "La Batalla" (1922), que succeí a Lucha Social. S'uní a la Federació Comunista Catalanobalear (FCCB) i com a militant comunista i sindicalista i sota la dictadura de Miguel Primo de Rivera fou condemnat a quatre anys de presó. Un cop alliberat el febrer de 1929, passà a París. El febrer de 1931 s'instal·là a Barcelona, i formà part del comitè executiu del Bloc Obrer i Camperol (BOC). Tingué un paper destacat en la creació i articulació de l'Aliança Obrera el 1933 que, tot amb tot, no resistí la desfeta dels fets del sis d'octubre de 1934. Participà en el procés fundacional del Partit Obrer d'Unificació Marxista (POUM), i formà part del seu comitè executiu.
Durant la guerra civil espanyola va fer costat Andreu Nin contra el PSUC. Dins la campanya repressiva contra el POUM fou jutjat a Barcelona l'octubre de 1938 i condemnat a quinze anys de presó. Reclòs a Agullana, aconseguí escapar el gener de 1939, tot just abans que arribessin les tropes franquistes, i passà a França. Poc més tard fou empresonat per les autoritats de la França de Vichy. Un cop alliberat, establí la seva residència a París.